# Pterostylis oliveri
Pterostylis oliveri är en orkidéart som beskrevs av Donald Petrie. Pterostylis oliveri ingår i släktet Pterostylis och familjen orkidéer. Inga underarter finns listade i Catalogue of Life.